# Subergorgia koellikeri
Subergorgia koellikeri är en korallart som beskrevs av Wright och Studer 1889. Subergorgia koellikeri ingår i släktet Subergorgia och familjen Subergorgiidae. Inga underarter finns listade i Catalogue of Life.